# Lucas Landa
Lucas León Landa (Chañar Ladeado, 3 aprile 1986) è un calciatore argentino, difensore svincolato.

## Caratteristiche tecniche
È un difensore centrale.